# Synapseudes mediterraneus
Synapseudes mediterraneus är en kräftdjursart som beskrevs av Mihai Bacescu 1977. Synapseudes mediterraneus ingår i släktet Synapseudes och familjen Metapseudidae. Inga underarter finns listade i Catalogue of Life.